# EFIM
EFIM es una Sociedad Financiera de Objeto Múltiple, entidad no regulada (SOFOM) radicada en la Ciudad de México y supervisada por la Comisión Nacional para la Protección y Defensa de los Usuarios de Servicios Financieros (Condusef). A partir del 18 de diciembre de 2011 también será supervisada en materia de prevención de lavado de dinero y financiamiento al terrorismo por la Comisión Nacional Bancaria y de Valores ( CNBV)
Es una entidad que puede otorgar créditos a nivel nacional.
Se gobierna con un Consejo de Administración, con consejeros independientes, propietarios y suplentes.
La calificadora de riesgo HR Ratings de México lo califica como (HR Ratings de México, 2011) “Sólido Consejo de Administración”
EFIM pertenece a la Asociación Mexicana de Entidades Financieras Especializadas (AMFE) y se dedica al crédito empresarial; también pertenece a la Asociación Mexicana de Factoraje Financiero y Actividades Similares, A.C.
En el año 2011 obtuvo por primer año el reconocimiento como Empresa Socialmente Responsable (ESR), otorgado por el Centro Mexicano para la Filantropía (Cemefi), este reconocimiento lo obtuvo de nuevo en el 2012.
Su página web es:  En la página se publica la información de sus productos y su información financiera.

## Historia
EFIM, Sociedad Anónima Promotora de Inversión de Capital Variable, Sociedad Financiera de Objeto Múltiple, Entidad No Regulada (SAPI de C.V., SOFOM, ENR), se constituyó el 17 de julio de 2007 y empezó a operar el 2 de octubre de ese mismo año bajo la supervisión de la Condusef. EFIM fue creada tomando como base el trabajo de titulación de la carrera de Economía en el Instituto Tecnológico Autónomo de México (ITAM) de su fundador y director general.
Fue creada con el propósito fundamental de fomentar y apoyar las actividades económicas de la industria mueblera en México. La empresa tiene como actividad principal la realización de operaciones de crédito, arrendamiento y/o factoraje.
El objetivo principal de EFIM es facilitar el acceso al crédito a los almacenes y fabricantes de muebles, y poner a su disposición instrumentos y servicios financieros, según sus necesidades, para apoyar el crecimiento.
EFIM cuenta con tres empresas relacionadas: SPR Especialistas en Administración de Personal, S.A.P.I. de C.V. (SPR), RR Información y Tecnología, S.A.P.I. de C.V. (RRIT) y Fundación EFIM, A.C. El objeto de SPR es la prestación de servicios de gestoría en trámites administrativos y fiscales y asesoría profesional a la SOFOM; RRIT se encarga de asegurar que la SOFOM cuente con lo último en tecnología para realizar sus funciones de la mejor manera.
Fundación EFIM, A.C., fue creada por Servicios EFIM y por la SOFOM con el objetivo de mejorar el entorno y calidad de vida de sus grupos de interés. EFIM cuenta con 5 oficinas; el corporativo y la oficina de ventas ubicados en el D.F. y las oficinas de promoción de Monterrey, Guadalajara y Mérida.